# Kammerjunker
Kammerjunker war ursprünglich ein junger Adliger, der die Aufgabe hatte, eine fürstliche Person in deren Zimmern zu bedienen. Zu Zeiten des Absolutismus war dies eine von realen Pflichten oft weitgehend entbundene Rangstellung am Hof eines Königs oder regierenden Fürsten, die den Erwerb von Weltkenntnis und persönlichen Beziehungen zu einer Karriere in Militär und Diplomatie gewährte. Der Kammerjunker stand unter der Befehlsgewalt des Hofmarschalls. Sein Rang lag unter dem des Kammerherren und über dem Rang des Kammerpagen. An Höfen mit dem österreichisch-burgundischen Zeremoniell wird der entsprechende Rang mit Truchsess angegeben. 
Bei dem Begräbnis des Kurfürsten Johann Georg II. zu Sachsen im Jahr 1680 sind 38 Kammerjunker verzeichnet. Im Jahr 1753 gab es am sächsischen Königshof Augusts III. 88 Kammerjunker und im Jahr 1775 am Hof des Herzogs Carl Eugen von Württemberg insgesamt 70.
Im zaristischen Russland war der Kammerjunker nach der Rangtabelle der niedrigste Hofrang. Ursprünglich gehörte er zur 9. Rangklasse, ab 1737 zur 6., ab 1742 zur 5. Nach 1809 war es die niedrigste Hofrangbezeichnung für Leute, die den Rangklassen 4 bis 9, ab 1890 5 bis 8 angehörten. Zu Beginn des Jahres 1915 gab es in Russland 394 Kammerjunker.